# شهرزاد سپانلو
شهرزاد سپانلو (زاده ۱۲ تیر ۱۳۵۱ در تهران) خواننده در سبک موسیقی جاز و پاپ ایرانی است. او ساکن لس آنجلس، کالیفرنیا است.

## سرگذشت
شهرزاد سپانلو فرزند محمدعلی سپانلو و پرتو نوری‌علاء است. شهرزاد در اوایل جنگ ایران و عراق، در ۱۰ سالگی، به همراه مادر و برادرش «سندباد» مدتی را در اروپا زندگی و سرانجام به آمریکا مهاجرت کرد.
شهرزاد سپانلو فعالیت رسمی خوانندگی‌اش را در سال‌های میانی دههٔ ۱۹۹۰ با گروه سیلوئت آغاز کرد ولی شهرت او شاید از زمانی آغاز شد که «قصه ما» نخستین آلبوم مستقل او منتشر شد. کاری متفاوت در میان آلبوم‌های پرتعداد خوانندگان ایرانی مقیم لس آنجلس.
گروه سیلوئت توسط شهبال شب‌پره از سه خوانندهٔ زن به نام‌های شهرزاد سپانلو، شراره و مهرانا تشکیل شده بود و آلبوم «آب، آتش و خاک» را در سال ۱۹۹۷ توسط کمپانی ام‌زی‌ام به بازار عرضه کرد. شهرزاد سپانلو حدود سه سال با این گروه همکاری کرد و در کنار خوانندگی به تحصیلات دانشگاهی خود ادامه می‌داد. ترانهٔ «خورشید خانوم» از معروف‌ترین آهنگ این گروه از آلبوم «آب، آتش و خاک» با آهنگسازی فرزین فرهادی و ترانه‌سرایی هما میرافشار بود.
بعد از جدایی وی از این گروه، شهرزاد به دانشگاه یوسی‌ال‌ای آمریکا رفت و رشته جامعه‌شناسی را دنبال کرد. در همان دوران در سال ۱۹۹۹ با امیر فصیحی ازدواج کرد. این زوج صاحب دو فرزند دختر هستند به نامهای لیلی و آیلار. لیلی در سال ۲۰۰۴ و آیلار در سال ۲۰۰۸ به دنیا آمدند.

## فعالیت‌های هنری

نشسته از چپ (ردیف اول): سیمین بهبهانی، مهدی اخوان ثالث، ابوالحسن نجفی، محمدعلی سپانلو و شهرزاد سپانلو؛ ایستاده: اسماعیل نوری اعلا؛ نشسته از چپ (ردیف دوم): نعمت آزرم، حسن پستا، محمود مشرف آزاد تهرانی - ۱۳۵۹

نخستین و تنها آلبوم شهرزاد سپانلو با گروه سیلوئت آب آتش و خاک نام داشت. پس از جدایی از این گروه شهرزاد تاکنون پنج آلبوم به نام‌های قصه ما و هزارو یک شب و تو و «یک روز» و «وقفهٔ کوتاه» را به بازار ارائه داده‌است.
آلبوم «قصه ما»، نخستین آلبوم تکی شهرزاد، دارای نُه آهنگ بود. شهرزاد در این آلبوم با ترانه سرایانی مانند پاکسیما زکی پور، زویا زاکاریان و همچنین پرتو نوری علا، مادرش و محمدعلی سپانلو، پدرش همکاری کرد. بیشتر آهنگسازی‌های این آلبوم توسط فرزین فرهادی صورت گرفته‌است. در این آلبوم شهرزاد یکی از آهنگ‌های گوگوش به نام «خلوت» را با اجرایی تازه ارائه کرد.
از میان ترانه‌های این آلبوم، «میرداماد» شهرت بیشتری پیدا کرد. ترانه‌ای که شعرش را محمدعلی سپانلو، شاعر معاصر و پدر شهرزاد سروده بود و موسیقی آن نیز ساخته فرزین فرهادی بود؛ نوازنده و آهنگساز نسل تازه‌ای از خوانندگان ایرانی در لوس‌آنجلس که کوشیده‌اند ترانه‌های متفاوت‌تری را از جامعه هنری ایرانی در این شهر نمایندگی کنند.
در اواسط سال ۲۰۰۵ (میلادی) شهرزاد سپانلو با ابی بر روی صحنه رفت. شهرزاد در آن کنسرت خوانندهٔ مهمان بود و با ابی دو آهنگ اجرا کرد ابی در مورد شهرزاد گفته‌است: «اگر بخواهم با یک خوانندهٔ زن همکاری کنم آن کس کسی نیست جز شهرزاد سپانلو». در اویل سال ۲۰۰۶ شهرزاد دو کنسرت در دو مکان مختلف برگزار کرد و ابی بار دیگر در کنسرت اول شهرزاد او را همراهی می‌کرد.
مدتی بعد شهرزاد آهنگ‌های تازه خود از آلبوم جدیدش را در وبسایت خود و یک وبسایت دیگر قرار داد و همین‌طور آلبوم سوم شهرزاد آلبوم «تو» به بازار موسیقی عرضه شد در سال ۲۰۰۹. این آلبوم به سه زبان مختلف خوانده شده که عبارتند از:(پارسی و فرانسوی و انگلیسی). سپس در سال ۲۰۱۰ آلبوم چهارم او «یک روز» به بازار موسیقی ارائه شد که دربرگیرنده ۹ ترانه است. این آلبوم در ژوئن سال ۲۰۱۰ عرضه شد. شهرزاد در این آلبوم با خوانندهٔ مطرح فرامرز اصلانی آهنگ «ما» را دو صدایی اجرا کردن
آهنگ «از من تا من» در اوایل سال ۲۰۰۶ به صورت تک ترانه پخش شد در این آلبوم قرار گرفت. بیشتر ترانه‌های این آلبوم از ترانه سرایان داخل ایران مانند یغما گلرویی و همکارش کامبیز میرزائی، ترانه‌سرا و آهنگساز مقیم کانادا است. آخرین کار شهرزاد، ترانه «یک ستاره ندارم» است که نتیجه همکاری او با گروه «دنگ شو» است.
آخرین آلبوم شهرزاد «وقفهٔ کوتاه» که پنجمین آلبوم این خواننده می‌باشد در ماه جون ۲۰۱۴ به بازار موسیقی عرضه شد.
نخستین کنسرت‌های اروپایی شهرزاد سپانلو در ژوئن ۲۰۱۳ ابتدا در آمستردام و سپس در آخن برگزار شد.
در ژانویه ۲۰۱۸ آهنگ شیاد را با همکاری هاتف پیشداد، آرش تارانتیست، بردیا تقی پور، آرش سبحانی، شهرزاد سپانلو، فرجام سعیدی، صفورا صفوی، ملودی صفوی و شاهین نجفی را به خاطر تظاهرات ۹۶ و به یاد فریدون فروغی اجرا کرد.

## آلبوم‌ها
- ۱۳۷۹- قصه ما

| نام ترانه      | ترانه‌سرا        | آهنگساز      | تنظیم        |
| -------------- | --------------- | ------------ | ------------ |
| قصه ما         | زویا زاکاریان   | فرزین فرهادی | فرزین فرهادی |
| بلوار میرداماد | محمد علی سپانلو | فرزین فرهادی | فرزین فرهادی |
| اعتراض         | زویا زاکاریان   | فرزین فرهادی | فرزین فرهادی |
| هر روز         | پاکسیما زکی پور | فرزین فرهادی | فرزین فرهادی |
| قلب من         | پاکسیما زکی پور | فرزین فرهادی | فرزین فرهادی |
| خلوت           | منصور تهرانی    | فرزین فرهادی | فرزین فرهادی |
| بی تو          | زویا زاکاریان   | فرزین فرهادی | فرزین فرهادی |
| خاطرات         | پرتو نوری علاء  | فرزین فرهادی | فرزین فرهادی |
| شاخه جوان      | محمد علی سپانلو | گیتی پاشایی  | گیتی پاشایی  |

- ۱۳۸۲- هزار و یک شب

| نام ترانه    | ترانه‌سرا        | آهنگساز      | تنظیم        |
| ------------ | --------------- | ------------ | ------------ |
| هزار و یک شب | پاکسیما زکی پور | فرزین فرهادی | فرزین فرهادی |
| قهر تو       | پرتو نوری علاء  | فرزین فرهادی | فرزین فرهادی |
| با تو        | کامبیز میرزایی  | فرزین فرهادی | فرزین فرهادی |
| آزادی        |                 | فرزین فرهادی | فرزین فرهادی |
| موج          | پرتو نوری علاء  | فرزین فرهادی | فرزین فرهادی |
| دریایی       | فروغ فرخزاد     | فرزین فرهادی | فرزین فرهادی |
| به دنبال تو  | شهرزاد سپانلو   | فرزین فرهادی | فرزین فرهادی |

- ۱۳۸۷- تو

| نام ترانه                 | ترانه‌سرا        | آهنگساز                           | تنظیم             |
| ------------------------- | --------------- | --------------------------------- | ----------------- |
| دیشب                      | شهرزاد سپانلو   | Giampiero Scuderi                 | Giampiero Scuderi |
| C'est Facile D'etre Riche |                 | Giampiero Scuderi                 | Giampiero Scuderi |
| فردا                      | کامبیز میرزایی  | Giampiero Scuderi                 | Giampiero Scuderi |
| Les Feuilles Mortes       | Jacques Prevent | Joseph Kosma                      | Giampiero Scuderi |
| The Sea                   | شهرزاد سپانلو   | Giampiero Scuderi                 | Giampiero Scuderi |
| تو                        | کامبیز میرزایی  | Giampiero Scuderi                 | Giampiero Scuderi |
| بارونی                    | سعید کریمی      | Giampiero Scuderi                 | Giampiero Scuderi |
| Autumn Rain               | شهرزاد سپانلو   | Giampiero Scuderi                 | Giampiero Scuderi |
| Hold On                   | شهرزاد سپانلو   | Giampiero Scuderi                 | Giampiero Scuderi |
| Loving You                | شهرزاد سپانلو   | Giampiero Scuderi & شهرزاد سپانلو | Giampiero Scuderi |
| Tango D'amore             |                 | Giampiero Scuderi                 | Giampiero Scuderi |

- ۱۳۸۹- یک روز

| نام ترانه             | ترانه‌سرا       | آهنگساز                      | تنظیم        |
| --------------------- | -------------- | ---------------------------- | ------------ |
| یک روز                | یغما گلرویی    | فرزین فرهادی                 | فرزین فرهادی |
| ما (با فرامرز اصلانی) | کامبیز میرزایی | فرزین فرهادی                 | فرزین فرهادی |
| از من تا من           | کامبیز میرزایی | کامبیز میرزایی               |              |
| کی فکرشو می‌کرد        | یغما گلرویی    | فرزین فرهادی                 | فرزین فرهادی |
| کمکم کن               | اشکان رحیمی    | مهدی زنگنه                   |              |
| چه کنم                | اشکان رحیمی    | مهدی زنگنه                   |              |
| سفر                   | یغما گلرویی    | فرزین فرهادی و شهرزاد سپانلو | فرزین فرهادی |
| غزل فروش              | زویا زاکاریان  | فرزین فرهادی                 | فرزین فرهادی |
| مشکی یا طلایی         | کامبیز میرزایی | فرزین فرهادی                 | فرزین فرهادی |

- ۱۳۹۳- وقفه کوتاه

| نام ترانه    | ترانه‌سرا        | آهنگساز       | تنظیم            |
| ------------ | --------------- | ------------- | ---------------- |
| ۱–۳–تار–هیچ  |                 |               |                  |
| وقفه کوتاه   | مرجان زنگنه     | مرجان زنگنه   | مهدی زنگنه       |
| خداهای برابر | ساناز زارع ثانی | ساسان عضدی    | محمد تلانی       |
| شهوت ممنوع   | ساناز زارع ثانی | ساسان عضدی    | افشین خواجه نژاد |
| چیزای کوچیک  | میثم یوسفی      | بهنام جلیلیان | بهنام جلیلیان    |
| پاییز        | فروغ فرخزاد     | شهرزاد سپانلو | ساسان عضدی       |
| عصیان        | ساناز زارع ثانی | ساسان عضدی    | ساسان عضدی       |
| موسم گل      |                 |               |                  |
| خیلی دور     | محمد تلانی      | محمد تلانی    | محمد تلانی       |